# Gîte de Roche Plate (Mafate)
Pour les articles homonymes, voir Gîte de Roche Plate.
Le gîte de Roche Plate est un refuge de montagne de l'île de La Réunion, département et région d'outre-mer français dans le sud-ouest de l'océan Indien. Situé à 1 110 mètres d'altitude au sein de l'îlet de Roche Plate, dans le cirque naturel de Mafate, il relève du territoire de la commune de Saint-Paul et du parc national de La Réunion. D'une capacité de 24 lits, il est desservi par le GR R3, un sentier de grande randonnée.